# Dodge Ramcharger
Dodge Ramcharger – samochód osobowy typu SUV klasy średniej, a następnie klasy wyższej produkowany pod amerykańską marką Dodge w latach 1974–1993 na rynku amerykańskim i 1974–2001 na rynku meksykańskim.

## Pierwsza generacja

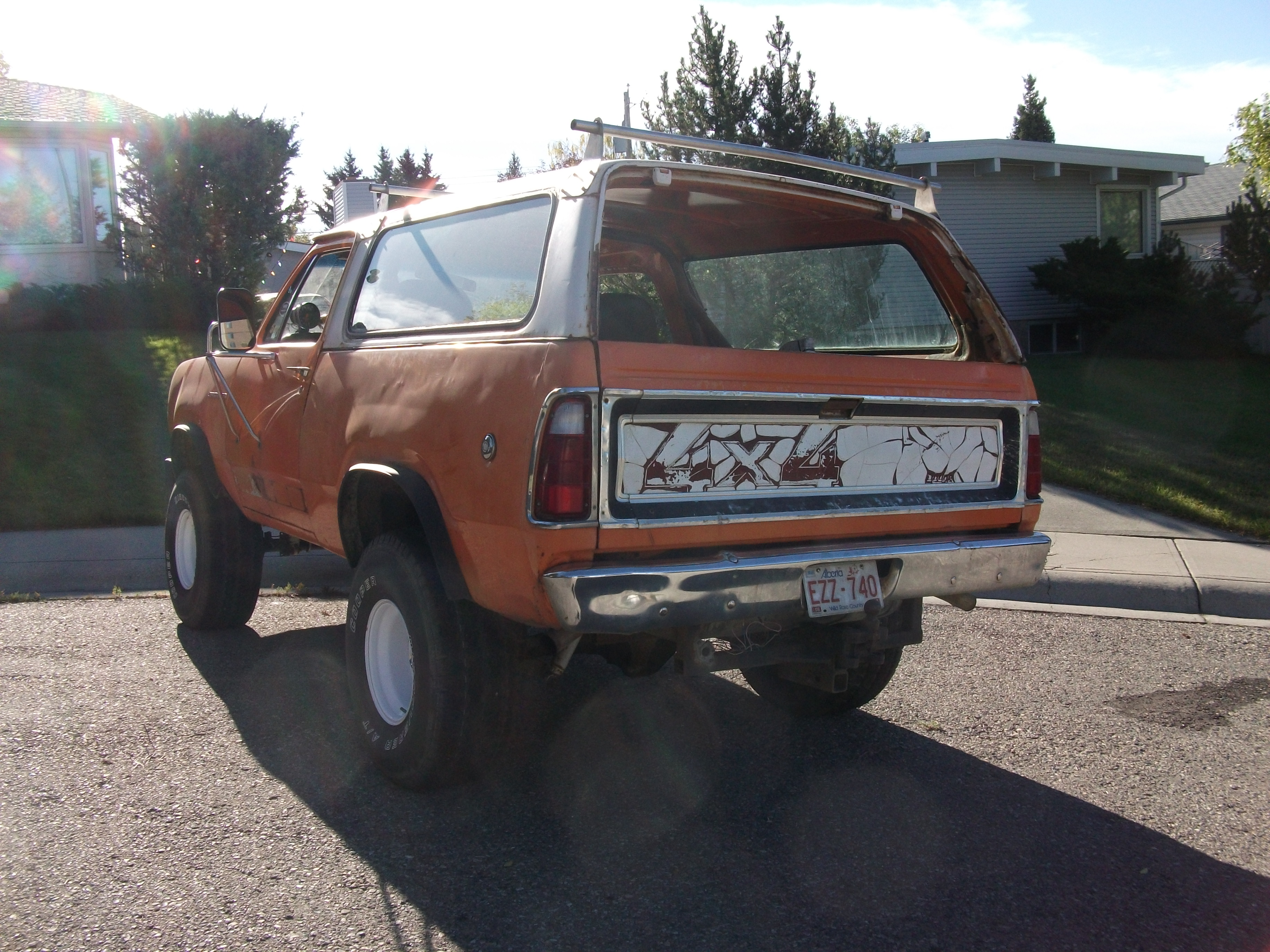
Dodge Ramcharger I – tył

Dodge Ramcharger I został zaprezentowany po raz pierwszy w 1974 roku.
Na początku lat 70. Dodge postanowił zbudować na skróconej platformie Chrysler AD trzydrzwiowego SUV-a opartego na ramie SUV-a o nazwie Ramcharger, który technicznie był ściśle spokrewniony z dużym pickupem D Series. Samochód był odpowiedzią na popularne w tym okresie w Ameryce Północnej konstrukcje General Motors i Forda, podobnie jak konkurencyjny Chevrolet Blazer i Ford Bronco wyróżniając się masywną, kanciastą sylwetką.

### Silniki
- L6 3.7l
- V8 5.2l
- V8 5.9l
- V8 6.6l
- V8 7.2l

## Druga generacja

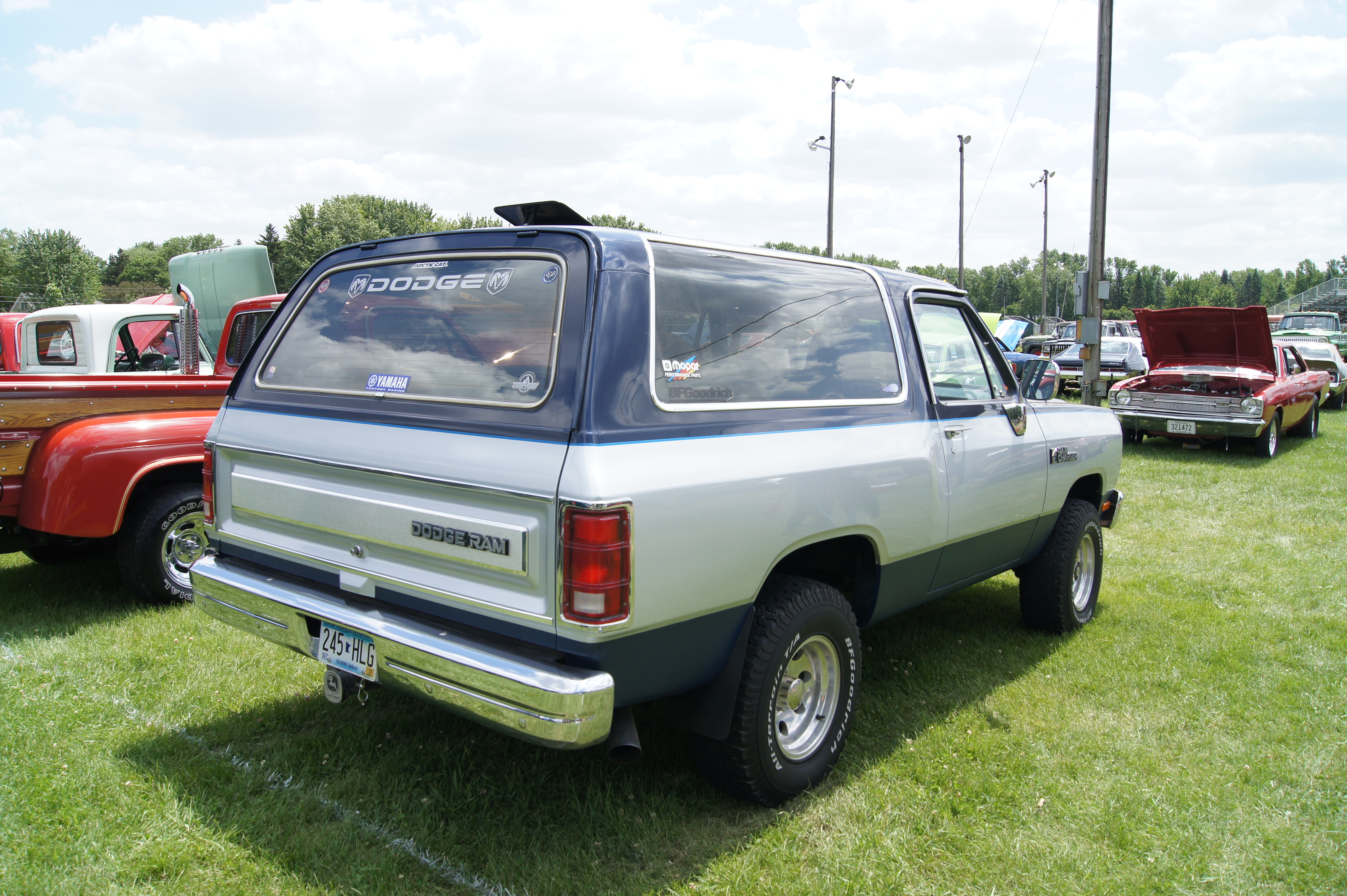
Dodge Ramcharger II –tył

Dodge Ramcharger II został zaprezentowany po raz pierwszy w 1981 roku.
Na początku lat 80. XX wieku Dodge zaprezentował drugie wcielenie Ramchargera, które w porównaniu do poprzednika przeszło ewolucyjny zakres zmian. Masywna, kanciasta sylwetka zyskała bardziej muskularnie zarysowane nadkola, a z przodu pojawiła się duża, chromowana atrapa chłodnicy. Bazą techniczną ponownie stał się tym razem pickup Ram.
Trwająca 12 lat produkcja Ramchargera zakończyła się w Stanach Zjednoczonych w 1993 roku, a następcą stał się 5-drzwiowy, zupełnie nowy SUV Dodge Durango. Nie dotyczyło to rynku meksykańskiego, gdzie produkcję kontynuowano do 1996 roku aż do premiery lokalnego następcy.

### Silniki
- V8 5.2l
- V8 5.9l

## Trzecia generacja
Dodge Ramcharger III został zaprezentowany po raz pierwszy w 1998 roku.
Niezależnie od rynku amerykańskiego, w 1998 roku Dodge zaprezentował trzecią generację Ramchargera opracowaną specjalnie z myślą o rynku meksykańskim. Samochód zachował koncepcję 3-drzwiowego SUV-a, powstając na bazie kolejnej generacji pickupa Ram. Samochód był wyraźnie większy niż poprzednicy, mierząc ponad 5 metrów długości.
Z powodu niewielkiego popytu, produkcja Ramchargera III została zakończona w Meksyku po 3 latach rynkowej obecności, w 2001 roku. Po tym także i tutaj następcą został model Durango.

### Silniki
- V8 5.2l
- V8 5.9l